# Vania campylophylla
För andra betydelser, se Vania.
Vania campylophylla är en korsblommig växtart som beskrevs av Friedrich Karl Meyer. Vania campylophylla ingår i släktet Vania och familjen korsblommiga växter. Inga underarter finns listade i Catalogue of Life.